# Битва за планету мавп
«Битва за планету мавп» (англ. «Battle for the Planet of the Apes») — американський фантастичний фільм 1973 року, п'ятий фільм кіноепопеї «Планета мавп» та останній в оригінальній серії фільмів.

## Сюжет
Через деякий час після демаршу Цезаря, ситуація почала змінюватися, і в підсумку чільну роль на Землі стали грати мавпи. Але люди, що зуміли вціліти, не залишили спроб повернути собі панування над рідною планетою. Вони перейшли до партизанської війни, час від часу завдаючи болючих ударів армії противника.
Серед верхівки мавпячого суспільства немає єдності з питання подальшого співіснування з людською расою. Деякі з них хоче повного знищення вчорашніх поневолювачів, інші ж втомилися від воєн і смертей і шукають шляхи до мирного життя пліч-о-пліч з людьми. Але поки на поступки ніхто не йде.
Тим часом життя підносить нові сюрпризи для обох видів. Без об'єднання сил, на межі зникнення можуть виявитися всі. Але довгі чвари і кровопролиття не дозволяють знайти точки дотику, а це значить, повинні проявитися лідерські якості окремих персон і дати землянам шанс на виживання.

## У ролях
- Родді Макдавелл —  Цезар
- Клод Ейкінс —  Генерал Альдо
- Северн Дарден —  Правитель Колп
- Наталі Транді —  Ліза
- Лью Ейрс —  Мандемус
- Пол Вільямс —  Вірджил
- Остін Стокер —  Макдональд
- Ноа Кін —  Майстер Ейб
- Франс Нуєн —  Альма
- Пол Стівенс —  Мендес
- Гізер Лоу —  Таня
- Боббі Портер —  Корнеліус
- Майкл Стірнс —  Джейк